# Ivory Williams
Ivory Williams (ur. 2 maja 1985 w Jefferson County w Teksasie) – amerykański lekkoatleta, sprinter.
W 2010 Williams jako lider list światowych w biegu na 60 metrów był jednym z faworytów halowych mistrzostw świata w Ad-Dausze. Badania antydopingowe przeprowadzone podczas halowych mistrzostw USA w ostatni weekend lutego wykazały jednak u niego obecność Tetrahydrokannabinolu – głównej substancji psychoaktywnej zawartej np. w marihuanie, co stanowi naruszenie przepisów antydopingowych i wykluczyło start Williamsa na tych zawodach.

## Osiągnięcia
- 3 złote medale Mistrzostw świata juniorów:
  - Kingston 2002 – w sztafecie 4 x 100 metrów
  - Grosseto 2004 – w sztafecie 4 x 100 m oraz na 100 metrów, w biegu finałowym w tej pierwszej konkurencji Williams razem z kolegami z reprezentacji ustanowił aktualny rekord świata juniorów - 38,66

## Rekordy życiowe
- bieg na 100 m – 9,93 (2009)
- bieg na 60 m (hala) – 6,49 (2010)